# Хвоенщина
Хвоенщина (бел. Хваеншчына) — деревня в Червенском сельсовете Червенского района Минской области.

## География
Располагается в двух километрах к северо-западу от райцентра, в 63 километрах от Минска.

## История
Населённый пункт известен с XIX века. Согласно Переписи населения Российской империи 1897 года околица, входившая в Гребёнскую волость Игуменского уезда Минской губернии, здесь было 8 дворов, проживали 54 человека. На 1917 год урочище, где было 4 двора, 24 жителя. 20 августа 1924 года вошла в состав вновь образованного Войниловского сельсовета Червенского района Минского округа (с 20 февраля 1938 — Минской области). По переписи населения СССР 1926 года насчитывалось 20 дворов и 120 жителей. Во время Великой Отечественной войны деревня была оккупирована немецко-фашистскими захватчиками в июле 1941 года. На фронте погибли двое её жителей. Освобождена в июле 1944 года. На 1960 население деревни составило 64 человека. В 1980-е годы деревня входила в состав колхоза «Большевик». На 1997 год насчитывалось 19 домов, 45 жителей.  С 30 октября 2009 года в составе Червенского сельсовета.

## Население
- 1897 — 8 дворов, 54 жителя.
- 1917 — 4 двора, 24 жителя.
- 1926 — 20 дворов, 120 жителей.
- 1960 — 64 жителя.
- 1997 — 19 дворов, 45 жителей.
- 2013 — 10 дворов, 22 жителя.